# Röskva
Röskva (altnordisch auch Rǫskva: Die Mutige, Tüchtige) war nach der nordischen Mythologie die Schwester von Thjalfi. Beide Geschwister wurden Thors Diener, weil Thjalfi Schuld trägt, dass einer von Thors Böcken lahmt.